# Дангам
Данга́м (пушту دانګام‎, дари دانگام Dāngām) — один из районов провинции Кунар в Афганистане. Он расположен в южной части провинции. Он граничит с районом Маравара на западе, районом Асадабад (см. Асадабад (район)) на северо-западе, районом Бар Кунар на севере, районом Нари на северо-востоке и Пакистаном на востоке и юге. В рельефе района преобладает гористая местность. В районе расположено 50 деревень. Центр района — деревня Дангам (34°59′33″ с. ш. 71°25′08″ в. д.), расположенная в центральной части района на высоте 1356 метров над уровнем моря.
Население — 15 000 человек (по данным 2006 года). Национальный состав — 98 % пуштуны, 2 % таджики.